# Clásico Tapatío
El Clásico Tapatío es el nombre que reciben los partidos de fútbol que enfrentan entre sí, a dos equipos representativos de la ciudad de  Guadalajara, el Club Deportivo Guadalajara y el Atlas Fútbol Club. Es considerado el clásico del fútbol mexicano más antiguo, ya que data de 1916.   
La rivalidad deportiva de ambos clubes se manifiesta mediante los numerosos enfrentamientos que a lo largo de la historia han disputado, tanto en partidos oficiales correspondientes a la primera división, la Copa México, el Campeón de Campeones, o la Liga de Occidente.

## Historia

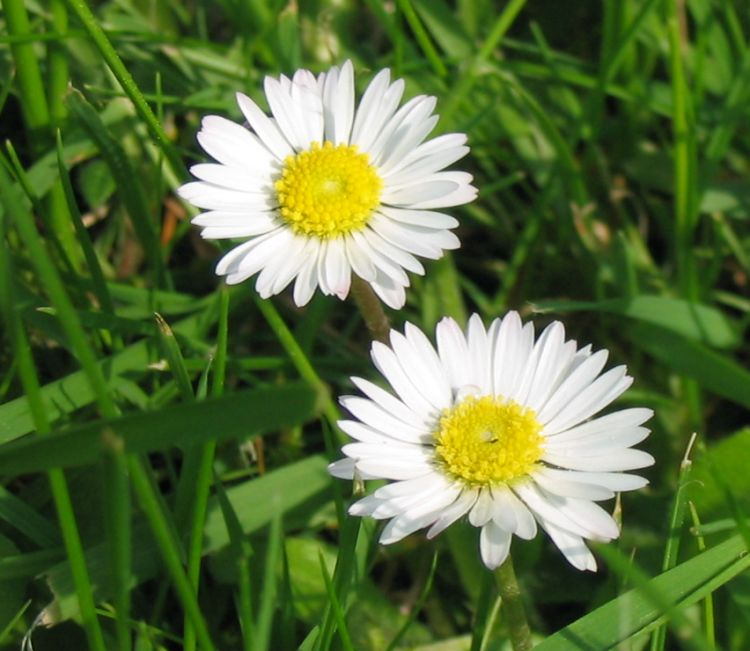
La afición rojiblanca comenzó a llamar a los del Atlas 'las Margaritas', según ellos, por la delicadeza de los rojinegros.

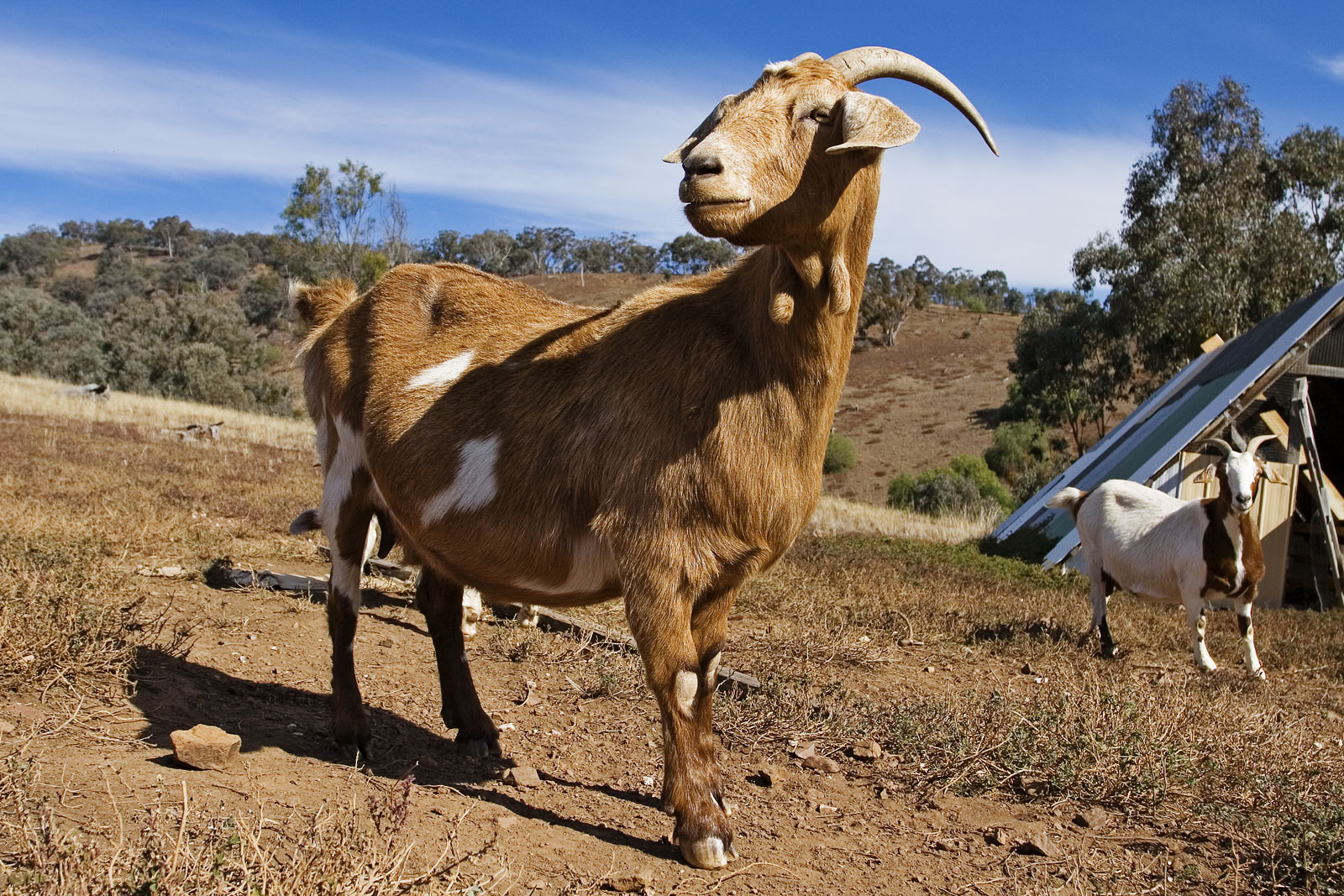
Los atlistas catalogaban de forma burlona a los jugadores del Guadalajara como 'chivas brinconas'.

Esta rivalidad deportiva nació poco después de la fundación del Atlas en agosto de 1916 (el Guadalajara fue fundado en mayo de 1906) debido, además de ser clubes de la misma ciudad, a la diferencia de clases sociales que existía entre los dos conjuntos. Mientras el Guadalajara era seguido por la clase media, el Atlas representaba y era seguido por la clase alta de la ciudad, debido a que los fundadores del club rojinegro provenían de familias acaudaladas y aprendieron el deporte del fútbol en sus viajes como estudiantes al Reino Unido.

### Primer partido
El primer encuentro documentado fue un partido amistoso jugado poco tiempo después de la fundación del Atlas. Se jugó el 15 de septiembre de 1916, exactamente un mes después de la fundación del Atlas, terminó empatado sin goles y fue suspendido por falta de garantías para continuar el juego, la formación de los equipos ese día fue la siguiente:
- Atlas: Alfonso Cortina; Luis García Aguilar, Juan José "Lico" Cortina, Federico Ochoa Reyes, Rafael Antonio Orendáin, Francisco Quintero, Ernesto Navarro, Federico Collignon, Pedro Fernández, Del Valle y Tomás Orendáin.

- Guadalajara: Juan Rodríguez; Agustín Gallardo, Ángel Bolumar, Gregorio Orozco, José Espinosa, J. Macías, Julio Bidart, Salvador Palafox, Jesús Orozco, Everardo Espinosa y Rafael Higinio Orozco.

Los capitanes eran Rafael Higinio Orozco por Guadalajara y Juan José "Lico" Cortina por Atlas; mientras que el árbitro central del encuentro fue Ignacio Calderón, y como abanderados estuvieron Gabriel Romo y Guillermo Gómez Arzápalo.
El partido se disputó en el que sería el primer estadio del Atlas, un terreno ubicado por la avenida Vallarta, a un costado del antiguo Country Club de Guadalajara, siendo su propietario el ingeniero Eugenio Pinzón, gerente de la compañía Hidroeléctrica e Irrigación de Chapala. En esos días tanto jugadores del Guadalajara como del Atlas eran conocidos y mantenían cierta relación cordial, al partido asistieron las familias de ambos bandos en calandrias y caletas que fueron acomodadas alrededor del campo de juego. 
Durante el transcurso del encuentro, en un avance del Guadalajara, Rafael Higinio Orozco realizó un tiro de gran fuerza que impactaría en la cara del atlista "Tony" Orendáin, y como éste jugaba con lentes, al ser impactado por el balón de cuero sus anteojos se rompieron, dejándole ambos ojos morados. En esos momentos todos los jugadores empezaron a pelearse, e incluso las familias se metieron, debido a la falta de garantías de seguridad, el encuentro fue suspendido sin que se anotara ningún gol. Los jugadores rojiblancos y sus familias se retiraron por un costado de la avenida Vallarta, lo mismo hicieron los rojinegros, pero por la otra lateral, terminando así con el primer clásico tapatío.
Existe una versión que asegura que el primer partido fue favorable al Atlas por un marcador de 18-0, aunque la primera referencia que se tiene es una nota del diario El Informador de Guadalajara, publicada alrededor de 50 años después de la supuesta realización del partido, el 29 de mayo de 1965. Actualmente no se tienen datos que comprueben la realización de dicho enfrentamiento.

### Torneo de Primavera
El primer partido dentro de un torneo fue el jugado en el «Torneo de Primavera» de 1917, en donde el Atlas se alzó con el triunfo con un marcador de 2-1, aunque los rojiblancos se quejaron de una mala actuación del árbitro. 
Era tanto el enfado de la directiva del Guadalajara que se negó a participar en el siguiente torneo de liga 1917-1918 de la Liga Amateur de Jalisco, a menos que el presidente del arbitraje, Justo García Godoy, renunciara a su puesto; esto no sucedió y el Guadalajara se ausentó del torneo. 
Al terminar el torneo, cuando Atlas consiguió su primera liga amateur y el dirigente de los colegiados renunció, el Guadalajara retó al Atlas a una serie de tres encuentros. En los dos primeros los equipos dividieron victorias, ambas por la mínima diferencia, y el tercero fue ganado de nuevo por el Atlas; esta vez surgieron quejas debido a que el Atlas usó a 7 refuerzos del hoy extinto Club Deportivo Colón.

### La mayor goleada en los Clásicos Tapatíos
La tarde del domingo 23 de abril de 1933 se realizó en el campo deportivo de El Paradero el encuentro de Campeonato correspondiente a las oncenas "Guadalajara" y "Atlas" que venían ocupando respectivamente el primer y último lugar en la liga.
El estadio recibió una gran cantidad de aficionados que se congregaron para presenciar una edición más del Clásico Tapatío. El Atlas venía entrenando de manera rigurosa para poder sacarle los puntos al Guadalajara y así emparejar el Marte en el penúltimo lugar y no tener que pelear el descenso con el campeón del grupo B. El encuentro inició con puntualidad y las escuadras estuvieron formadas de la siguiente manera:
- Guadalajara: Fausto Quirarte, Evaristo Cárdenas, Anastasio Prieto, Juan Navarro, Alfredo Ramírez, Guillermo Ortega, Ignacio Fernández, Tomás Lozano, Fausto Prieto, Jesús Herrera y Rodolfo Herrera; Suplentes: Rodríguez, Ramírez y José Lozano.
- Atlas: Julio Díaz, Fernando Valenzuela, José María Fernández, Julián Ortiz, Raúl Bizarro, Alfonso Pimental, Maurillo Guzmán, José Díaz Navarez, Carlos de la Torre, José González y Gabriel Sánchez; Suplentes: Zavala, Dávila, Luna y Navarro.

El partido desde las primeras acciones fue bastante movido, siendo el Atlas quien al principio se lanzó a buscar los goles, pero sin generar jugadas peligrosas que pusieran en riesgo la meta de Fausto Quirarte. El primer gol del Guadalajara caería por obra de Rodolfo Herrera, después de recibir un pase de Lozano, rematando de frente a la portería. Minutos después se produciría el único empate en el partido, cuando el Atlas emparejó el marcador 1-1 con gol de Pepe Díaz Navarez quien cobraría una pena máxima.
Después Jesús Herrera anotaría el 2-1, desnivelando por segunda vez el marcador en favor del Guadalajara, al conseguir una desviada tras un pase de Fernández. El tercer gol fue conseguido en forma espectacular por los rayados pues se produjo desde un tiro libre a bastante distancia cerca de una esquina, fue ejecutado por Rodolfo Herrera, Navarro la paso inmediatamente a Lozano quien anotaría.
Otro gol más fue anotado en la primera mitad del juego siendo ahora registrado por Fausto Prieto que yendo a gran velocidad recibió un pase a tiempo desde el ala, interviniendo Lozano, el portero atlista hizo una salida pero resultó contraproducente, pues Fausto en ese mismo instante desvió el balón para anotar.
Se hizo el descanso reglamentario y continuó el partido, notándose una ligera reacción del Atlas que por espacio de algunos cinco o diez minutos hicieron lo posible por levantar al equipo, aunque sin conseguirlo.
Navarro fue duramente marcado por lo que se vio obligado a hacer juego de combinación y a dejar el mediocampo para adelantarse a la ofensiva en donde sirvió grandes pases, uno de los cuales bastó en momentos oportunos a Fausto Prieto que marcó el quinto gol.
Rodolfo Herrera marcó el sexto gol recibiendo un pase preciso de Lozano, y faltando 10 minutos para terminar el partido Navarro consiguió su gol, siendo este el séptimo, y finalmente faltando 2 minutos para el final Rodolfo Herrera marcaría su último gol, para dejar las cuentas definitivas de ocho goles por uno.

### Atlas campeón
El 22 de abril de 1951 el Atlas consiguió su primer título de liga, venciendo en la penúltima jornada al Guadalajara por marcador de 1-0.

### TuboGómez
En un partido amistoso de 1955 sucedió un acontecimiento de los más curiosos dentro del Clásico Tapatío. El portero del Guadalajara, Jaime ‘Tubo’ Gómez, fue insultado durante gran parte del encuentro por la afición rojinegra. Al ver que el partido era ganado por el Guadalajara fácilmente por marcador de 5-0, el ‘Tubo’ pidió una revista a alguien fuera del campo, se sentó junto a un poste de su portería y empezó a leerla en clara burla a los atlistas.

### Enfrentamientos en Liguilla
Atlas y Guadalajara se han enfrentado cinco veces en Liguilla; todas en cuartos de final. En la primera ocasión, en el torneo verano 2000, fueron las ‘Chivas’ quienes avanzaron a las semifinales al empatar ambos encuentros 1-1, ya que el Guadalajara tenía mejor posición en la tabla general.
Tres años y medio más tarde, en el torneo Apertura 2004, el Atlas cobró venganza y eliminó a su odiado rival por marcador global de 4-3. En ambos partidos el Guadalajara falló un tiro penal. En ambas ocasiones el ganador no pudo pasar a la final, Chivas fue derrotado por Toluca Atlas por los Pumas de la Universidad.
En el Clausura 2015 volvieron a enfrentarse en cuartos de final. En el juego de ida, empataron 0 a 0 en el estadio de Guadalajara. En la vuelta, las Chivas ganaron 4 a 1 como visitantes a su clásico rival, y accedieron a las semifinales.
En el Clausura 2017 se enfrentaron nuevamente en cuartos de final. En el juego de ida, fue para los 'Rojinegros' con un penal marcado por Matías Alustiza quedando 1 a 0 a favor de los locales. En la vuelta, las Chivas consiguieron su pase a semifinales con gol de Orbelín Pineda al minuto 45, con marcador de 1 a 0, accediendo a semifinales por mejor posición en la tabla.
En el Clausura 2022 se volvieron a enfrentar nuevamente en cuartos de final. En el juego de ida, fue para los 'Rojinegros' con un doblete marcado por Jeremy Márquez quedando 1 a 2 a favor de los visitantes. En la vuelta, Atlas consiguió su pase a semifinales con un gol de Aníbal Chalá al minuto 45, por las Chivas descontó José Juan Macías al minuto 89 y los Rojinegros avanzaron con global de 3-2.
En el Clausura 2023 Chivas consiguió su pase a la semifinal de dicho certamen ante el cuadro rojinegro por mejor posición en la tabla en los cuartos de final de dicho torneo.
En el Apertura 2024 Se vieron nuevamente las caras, esta vez en fase de repechaje, siendo los rojinegros del Atlas los ganadores por marcador de 1-2 con gol de penal de último minuto en eliminatoria a partido único.

## Partidos oficiales

### Liga Amateur de Jalisco
| Temporada | Ganador     | Resultado | Temporada | Ganador     | Resultado |
| --------- | ----------- | --------- | --------- | ----------- | --------- |
| 1918-19   | Atlas       | 2-1       | 1918-19   | Empate      | 0-0       |
| 1919-20   | Atlas       | 4-0       | 1919-20   | Atlas       | 2-1       |
| 1920-21   | Atlas       | 1-0       | 1920-21   | Guadalajara | 1-0       |
| 1921-22   | Guadalajara | 2-1       | 1921-22   | Empate      | 0-0       |
| 1922-23   | Guadalajara | 2-1       | 1922-23   | Empate      | 2-2       |
| 1923-24   | Atlas       | 3-0       | 1923-24   | 1           | -         |
| 1924-25   | Atlas       | 3-2       | 1924-25   | Guadalajara | 2-1       |
| 1925-26   | Empate      | 1-1       | 1925-26   | Atlas       | 3-0       |
| 1926-27   | Atlas       | 2-0       | 1926-27   | Guadalajara | 3-2       |
| 1927-28   | Guadalajara | 3-0       | 1928-29   | Guadalajara | 5-1       |
| 1929-30   | Empate      | 1-1       | 1929-30   | Guadalajara | 2-1       |
| 1930-31   | Guadalajara | 1-0       | 1931-32   | Atlas       | 1-0       |
| 1932-33   | Guadalajara | 3-2       | 1932-33   | Guadalajara | 8-1       |
| 1933-34   | Atlas       | 3-2       | 1933-34   | Empate      | 4-4       |
| 1934-35   | Guadalajara | 1-0       | 1934-35   | Guadalajara | 2-1       |
| 1935-36   | Atlas       | 3-2       | 1935-36   | Guadalajara | 3-2       |
| 1936-37   | Empate      | 3-3       | 1937-38   | Guadalajara | 4-3       |
| 1938-39   | Atlas       | 4-3       | 1938-39   | Guadalajara | 2-1       |
| 1939-40   | Guadalajara | 4-1       | 1939-40   | Atlas       | 3-1       |
| 1940-41   | Guadalajara | 3-0       | 1940-41   | Guadalajara | 6-3       |
| 1941-42   | Guadalajara | 3-1       | 1941-42   | Atlas       | 3-1       |
| 1941-42   | Guadalajara | 4-3       | 1942-432  | Guadalajara | 4-3       |

1. Sin datos.

2. Copa Jalisco.

### Primera división
| Temporada    | Local       | Res. | Visitante   | Temporada        | Local       | Res. | Visitante   |
| ------------ | ----------- | ---- | ----------- | ---------------- | ----------- | ---- | ----------- |
| 1943-44      | Atlas       | 3-7  | Guadalajara | 1943-44          | Guadalajara | 1-3  | Atlas       |
| 1944-45      | Atlas       | 4-3  | Guadalajara | 1944-45          | Guadalajara | 3-1  | Atlas       |
| 1945-46      | Guadalajara | 1-1  | Atlas       | 1945-46          | Atlas       | 2-0  | Guadalajara |
| 1946-47      | Guadalajara | 1-1  | Atlas       | 1946-47          | Atlas       | 2-1  | Guadalajara |
| 1947-48      | Atlas       | 2-1  | Guadalajara | 1947-48          | Guadalajara | 2-2  | Atlas       |
| 1948-49      | Atlas       | 3-0  | Guadalajara | 1948-49          | Guadalajara | 3-1  | Atlas       |
| 1949-50      | Atlas       | 2-1  | Guadalajara | 1949-50          | Guadalajara | 2-1  | Atlas       |
| 1950-51      | Guadalajara | 0-4  | Atlas       | 1950-51          | Atlas       | 1-0  | Guadalajara |
| 1951-52      | Atlas       | 1-2  | Guadalajara | 1951-52          | Guadalajara | 1-1  | Atlas       |
| 1952-53      | Atlas       | 2-2  | Guadalajara | 1952-53          | Guadalajara | 0-1  | Atlas       |
| 1953-54      | Atlas       | 1-1  | Guadalajara | 1953-54          | Guadalajara | 5-1  | Atlas       |
| 1954-55      | -           | 1    | -           | 1954-55          | -           | 1    | -           |
| 1955-56      | Guadalajara | 1-2  | Atlas       | 1955-56          | Atlas       | 0-3  | Guadalajara |
| 1956-57      | Atlas       | 0-2  | Guadalajara | 1956-57          | Guadalajara | 0-2  | Atlas       |
| 1957-58      | Guadalajara | 3-0  | Atlas       | 1957-58          | Atlas       | 2-0  | Guadalajara |
| 1958-59      | Guadalajara | 2-2  | Atlas       | 1958-59          | Atlas       | 2-3  | Guadalajara |
| 1959-60      | Atlas       | 1-1  | Guadalajara | 1959-60          | Guadalajara | 0-0  | Atlas       |
| 1960-61      | Atlas       | 2-0  | Guadalajara | 1960-61          | Guadalajara | 3-1  | Atlas       |
| 1961-62      | Atlas       | 0-1  | Guadalajara | 1961-62          | Guadalajara | 3-2  | Atlas       |
| 1962-63      | Atlas       | 4-2  | Guadalajara | 1962-63          | Guadalajara | 0-0  | Atlas       |
| 1963-64      | Atlas       | 2-1  | Guadalajara | 1963-64          | Guadalajara | 3-0  | Atlas       |
| 1964-65      | Atlas       | 1-3  | Guadalajara | 1964-65          | Guadalajara | 2-1  | Atlas       |
| 1965-66      | Guadalajara | 0-2  | Atlas       | 1965-66          | Atlas       | 2-0  | Guadalajara |
| 1966-67      | Atlas       | 1-1  | Guadalajara | 1966-67          | Guadalajara | 2-2  | Atlas       |
| 1967-68      | Atlas       | 0-1  | Guadalajara | 1967-68          | Guadalajara | 2-0  | Atlas       |
| 1968-69      | Guadalajara | 2-2  | Atlas       | 1968-69          | Atlas       | 0-0  | Guadalajara |
| 1969-70      | Atlas       | 1-3  | Guadalajara | 1969-70          | Guadalajara | 5-1  | Atlas       |
| México '70   | Atlas       | 1-1  | Guadalajara | México '70       | Guadalajara | 1-1  | Atlas       |
| 1970-71      | Guadalajara | 2-1  | Atlas       | 1970-71          | Atlas       | 1-2  | Guadalajara |
| 1971-72      | -           | 1    | -           | 1971-72          | -           | 1    | -           |
| 1972-73      | Guadalajara | 1-0  | Atlas       | 1972-73          | Atlas       | 2-1  | Guadalajara |
| 1973-74      | Guadalajara | 1-3  | Atlas       | 1973-74          | Atlas       | 1-2  | Guadalajara |
| 1974-75      | Atlas       | 5-1  | Guadalajara | 1974-75          | Guadalajara | 2-2  | Atlas       |
| 1975-76      | Atlas       | 1-2  | Guadalajara | 1975-76          | Guadalajara | 1-2  | Atlas       |
| 1976-77      | Atlas       | 1-0  | Guadalajara | 1976-77          | Guadalajara | 1-1  | Atlas       |
| 1977-78      | Guadalajara | 3-0  | Atlas       | 1977-78          | Atlas       | 1-1  | Guadalajara |
| 1978-79      | -           | 1    | -           | 1978-79          | -           | 1    | -           |
| 1979-80      | Guadalajara | 0-0  | Atlas       | 1979-80          | Atlas       | 0-4  | Guadalajara |
| 1980-81      | Atlas       | 0-0  | Guadalajara | 1980-81          | Guadalajara | 1-2  | Atlas       |
| 1981-82      | Guadalajara | 3-0  | Atlas       | 1981-82          | Atlas       | 1-0  | Guadalajara |
| 1982-83      | Atlas       | 2-2  | Guadalajara | 1982-83          | Guadalajara | 1-1  | Atlas       |
| 1983-84      | Guadalajara | 1-1  | Atlas       | 1983-84          | Atlas       | 3-5  | Guadalajara |
| 1984-85      | Guadalajara | 0-0  | Atlas       | 1984-85          | Atlas       | 0-0  | Guadalajara |
| Prode '85    | -           | 2    | -           | Prode '85        | -           | 2    | -           |
| México '86   | Guadalajara | 2-2  | Atlas       | México '86       | Atlas       | 2-1  | Guadalajara |
| 1986-87      | Guadalajara | 3-0  | Atlas       | 1986-87          | Atlas       | 1-2  | Guadalajara |
| 1987-88      | Guadalajara | 3-1  | Atlas       | 1987-88          | Atlas       | 1-1  | Guadalajara |
| 1988-89      | Atlas       | 2-2  | Guadalajara | 1988-89          | Guadalajara | 3-0  | Atlas       |
| 1989-90      | Guadalajara | 1-2  | Atlas       | 1989-90          | Atlas       | 1-1  | Guadalajara |
| 1990-91      | Guadalajara | 0-0  | Atlas       | 1990-91          | Atlas       | 1-0  | Guadalajara |
| 1991-92      | Guadalajara | 1-0  | Atlas       | 1991-92          | Atlas       | 2-2  | Guadalajara |
| 1992-93      | Atlas       | 2-1  | Guadalajara | 1992-93          | Guadalajara | 1-1  | Atlas       |
| 1993-94      | Atlas       | 1-1  | Guadalajara | 1993-94          | Guadalajara | 0-0  | Atlas       |
| 1994-95      | Atlas       | 0-1  | Guadalajara | 1994-95          | Guadalajara | 2-1  | Atlas       |
| 1995-96      | Guadalajara | 5-2  | Atlas       | 1995-96          | Atlas       | 2-0  | Guadalajara |
| Invierno '96 | Atlas       | 2-2  | Guadalajara | Verano '97       | Guadalajara | 2-2  | Atlas       |
| Invierno '97 | Guadalajara | 2-1  | Atlas       | Verano '98       | Atlas       | 3-2  | Guadalajara |
| Invierno '98 | Atlas       | 2-4  | Guadalajara | Verano '99       | Guadalajara | 1-1  | Atlas       |
| Invierno '99 | Atlas       | 0-0  | Guadalajara | Verano '00       | Guadalajara | 1-3  | Atlas       |
| Invierno '00 | Atlas       | 2-0  | Guadalajara | Verano '01       | Guadalajara | 2-3  | Atlas       |
| Invierno '01 | Guadalajara | 0-3  | Atlas       | Verano '02       | Atlas       | 1-1  | Guadalajara |
| Apertura '02 | Atlas       | 1-2  | Guadalajara | Clausura '03     | Guadalajara | 1-3  | Atlas       |
| Apertura '03 | Guadalajara | 1-0  | Atlas       | Clausura '04     | Atlas       | 1-1  | Guadalajara |
| Apertura '04 | Guadalajara | 1-3  | Atlas       | Clausura '05     | Atlas       | 2-3  | Guadalajara |
| Apertura '05 | Atlas       | 2-2  | Guadalajara | Clausura '06     | Guadalajara | 0-3  | Atlas       |
| Apertura '06 | Guadalajara | 3-1  | Atlas       | Clausura '07     | Atlas       | 0-2  | Guadalajara |
| Apertura '07 | Guadalajara | 3-1  | Atlas       | Clausura '08     | Atlas       | 0-2  | Guadalajara |
| Apertura '08 | Atlas       | 0-1  | Guadalajara | Clausura '09     | Guadalajara | 0-1  | Atlas       |
| Apertura '09 | Atlas       | 1-4  | Guadalajara | Bicentenario '10 | Guadalajara | 0-2  | Atlas       |
| Apertura '10 | Guadalajara | 2-2  | Atlas       | Clausura '11     | Atlas       | 1-1  | Guadalajara |
| Apertura '11 | Atlas       | 1-1  | Guadalajara | Clausura '12     | Guadalajara | 0-1  | Atlas       |
| Apertura '12 | Guadalajara | 2-0  | Atlas       | Clausura '13     | Atlas       | 1-0  | Guadalajara |
| Apertura '13 | Guadalajara | 1-1  | Atlas       | Clausura '14     | Atlas       | 1-1  | Guadalajara |
| Apertura '14 | Guadalajara | 0-1  | Atlas       | Clausura '15     | Atlas       | 1-1  | Guadalajara |
| Apertura '15 | Atlas       | 0-1  | Guadalajara | Clausura '16     | Guadalajara | 1-0  | Atlas       |
| Apertura '16 | Guadalajara | 2-2  | Atlas       | Clausura '17     | Atlas       | 1-2  | Guadalajara |
| Apertura '17 | Guadalajara | 1-2  | Atlas       | Clausura '18     | Atlas       | 1-0  | Guadalajara |
| Apertura '18 | Atlas       | 0-1  | Guadalajara | Clausura '19     | Guadalajara | 3-0  | Atlas       |
| Apertura '19 | Guadalajara | 1-0  | Atlas       | Clausura '20     | Atlas       | 1-2  | Guadalajara |
| Apertura '20 | Guadalajara | 3-2  | Atlas       | Clausura '21     | Atlas       | 0-1  | Guadalajara |
| Apertura '21 | Guadalajara | 0-1  | Atlas       | Clausura '22     | Atlas       | 1-1  | Guadalajara |
| Apertura '22 | Guadalajara | 1-1  | Atlas       | Clausura '23     | Atlas       | 3-3  | Guadalajara |
| Apertura '23 | Guadalajara | 4-1  | Atlas       | Clausura '24     | Atlas       | 0-1  | Guadalajara |
| Apertura '24 | Guadalajara | 2-3  | Atlas       | Clausura '25     | Atlas       | 1-1  | Guadalajara |

1. No se jugó debido a que Atlas jugaba en la segunda división.

2. No se jugó.

### Liguilla
| Temporada     | Ida                   | Vuelta                | Global |
| ------------- | --------------------- | --------------------- | ------ |
| Verano 2000   | Atlas 1-1 Guadalajara | Guadalajara 1-1 Atlas | 2-21   |
| Apertura 2004 | Guadalajara 0-1 Atlas | Atlas 3-3 Guadalajara | 4-3    |
| Clausura 2015 | Guadalajara 0-0 Atlas | Atlas 1-4 Guadalajara | 1-4    |
| Clausura 2017 | Atlas 1-0 Guadalajara | Guadalajara 1-0 Atlas | 1-12   |
| Clausura 2022 | Guadalajara 1–2 Atlas | Atlas 1–1 Guadalajara | 3–2    |
| Clausura 2023 | Atlas 1-0 Guadalajara | Guadalajara 1-0 Atlas | 1-13   |
| Apertura 2024 |                       | Guadalajara 1-2 Atlas | 1-24   |

1. Guadalajara pasó por mejor posición en la tabla general. 
2. Guadalajara pasó por mejor posición en la tabla general.
3. Guadalajara pasó por mejor posición en la tabla general.
4. Atlas avanzó a la siguiente ronda del repechaje, eliminatoria a único partido.

### Copa México
| Temporada | Local       | Res. | Visitante   | Temporada     | Local       | Res. | Visitante   |
| --------- | ----------- | ---- | ----------- | ------------- | ----------- | ---- | ----------- |
| 1942-43   | Atlas       | 3-1  | Guadalajara | 1943-44       | Atlas       | 1-1  | Guadalajara |
| 1943-44   | Guadalajara | 1-2  | Atlas       | 1944-45       | Guadalajara | 1-2  | Atlas       |
| 1947-48   | Guadalajara | 1-0  | Atlas       | 1948-49       | Atlas       | 3-0  | Guadalajara |
| 1950-51   | Guadalajara | 3-0  | Atlas       | 1951-52       | Atlas       | 2-2  | Guadalajara |
| 1951-52   | Guadalajara | 1-1  | Atlas       | 1952-53       | Guadalajara | 1-1  | Atlas       |
| 1952-53   | Atlas       | 0-1  | Guadalajara | 1959-60       | Guadalajara | 2-2  | Atlas       |
| 1959-60   | Atlas       | 4-1  | Guadalajara | 1963-64       | Atlas       | 0-2  | Guadalajara |
| 1963-64   | Guadalajara | 2-2  | Atlas       | 1964-65       | Guadalajara | 2-1  | Atlas       |
| 1964-65   | Atlas       | 5-1  | Guadalajara | 1973-74       | Guadalajara | 3-0  | Atlas       |
| 1995-96   | Atlas       | 4-2  | Guadalajara | 1995-96       | Guadalajara | 1-0  | Atlas       |
| 1996-97   | Guadalajara | 4-1  | Atlas       | Apertura 2017 | Guadalajara | 1-0  | Atlas       |

### Campeón de Campeones
| Temporada | Local       | Res. | Visitante |
| --------- | ----------- | ---- | --------- |
| 1962      | Guadalajara | 0-2  | Atlas     |

### Pre Libertadores e Interliga
| Torneo                | Local       | Res. | Visitante   |
| --------------------- | ----------- | ---- | ----------- |
| Pre Libertadores 2000 | Atlas       | 2-2  | Guadalajara |
| Interliga 2009        | Guadalajara | 3-1  | Atlas       |

## Estadísticas
Actualizado al 20 de abril de 2025
| Torneo                  | PJ  | GA | E  | GG  | GolA | GolG |
| ----------------------- | --- | -- | -- | --- | ---- | ---- |
| Liga Regular            | 160 | 47 | 53 | 60  | 208  | 241  |
| Liguilla                | 13  | 5  | 5  | 3   | 14   | 14   |
| Subtotal Liga           | 172 | 52 | 57 | 63  | 221  | 254  |
| Liga Amateur de Jalisco | 431 | 14 | 7  | 22  | 76   | 92   |
| Copa México             | 22  | 7  | 6  | 9   | 34   | 34   |
| Campeón de Campeones    | 1   | 1  | 0  | 0   | 2    | 0    |
| Pre Libertadores        | 1   | 0  | 1  | 0   | 2    | 2    |
| Interliga               | 1   | 0  | 0  | 1   | 1    | 3    |
| TOTAL OFICIAL           | 240 | 74 | 71 | 95  | 338  | 388  |
| Amistosos               | 53  | 21 | 17 | 15  | 73   | 68   |
| TOTAL                   | 293 | 95 | 88 | 110 | 411  | 456  |

PJ. Partidos Jugados.

GA. Ganados por Atlas.

GG. Ganados por Guadalajara.

E. Empates.

GolA. Goles anotados por Atlas.

GolG. Goles anotados por Guadalajara.

1. En total fueron 44 juegos pero hay uno del que se desconoce el resultado.

## Máximos Anotadores en el Clásico Tapatío
| Jugador                        | Equipo      | Goles |
| ------------------------------ | ----------- | ----- |
| Crescencio 'Mellone' Gutiérrez | Guadalajara | 13    |
| Salvador 'Melón' Reyes         | Guadalajara | 13    |
| Alfredo 'Pistache' Torres      | Atlas       | 12    |
| Francisco Flores               | Guadalajara | 10    |
| Javier 'Cabo' Valdivia         | Guadalajara | 9     |

## Jugadores con más clásicos
- Por parte del Club Deportivo Guadalajara es Juan "Bigotón" Jasso con 22
- Por parte del Atlas es Jesús "Chita" Aldrete con 19

## Goleadas
| Competencia      | Temporada | Ganador     | Resultado |
| ---------------- | --------- | ----------- | --------- |
| Liga Amateur     | 1932-33   | Guadalajara | 8-1       |
| Primera división | 1943-44   | Guadalajara | 7-3       |
| Liga Amateur     | 1928-29   | Guadalajara | 5-1       |
| Primera división | 1953-54   | Guadalajara | 5-1       |
| Copa México      | 1964-65   | Atlas       | 5-1       |
| Primera división | 1969-70   | Guadalajara | 5-1       |
| Primera división | 1974-75   | Atlas       | 5-1       |
| Primera división | 1950-51   | Atlas       | 4-0       |
| Primera división | 1979-80   | Guadalajara | 4-0       |

Además de esto, Atlas ha vencido por 3 goles de diferencia en 8 ocasiones y Guadalajara en 13 ocasiones, incluyendo un 6-3 y un 5-2 a favor de los rojiblancos.

## Palmarés
A continuación una tabla que muestra las competiciones oficiales ganadas por ambos clubes. No se incluyen títulos obtenidos que no sean de instancia final, tales como torneos previos/clasificatorios a Copa Libertadores de América. Tampoco se incluyen competiciones de fuerzas básicas.
| Competición                                                      | Guadalajara | Atlas |
| ---------------------------------------------------------------- | ----------- | ----- |
| Primera División de México                                       | 12          | 3     |
| Copa México                                                      | 4           | 4     |
| Campeón de Campeones                                             | 7           | 5     |
| Supercopa de México                                              | 1           | 0     |
| Copa/Liga de Campeones de CONCACAF                               | 2           | 0     |
| TOTAL DE TÍTULOS NACIONALES E INTERNACIONALES OFICIALES          | 26          | 12    |
| Liga Occidental                                                  | 13          | 5     |
| Campeón de Campeones de Occidente                                | 1           | 0     |
| TOTAL OFICIAL (TÍTULOS REGIONALES, NACIONALES E INTERNACIONALES) | 40          | 17    |

Datos actualizados: 29 de mayo de 2022 inclusive.

### Partidos que decidieron un título
| Temporada            | Campeón              | Resultado            | Subcampeón           | Sede Final                                       |
| Campeón de Campeones | Campeón de Campeones | Campeón de Campeones | Campeón de Campeones |                                                  |
| -------------------- | -------------------- | -------------------- | -------------------- | ------------------------------------------------ |
| 1961-62              | Atlas                | 2 - 0                | C. D. Guadalajara    | Estadio Olímpico Universitario, Ciudad de México |